# رويدوسو (نيومكسيكو)
رويدوسو (بالإنجليزية: Ruidoso)‏ هي إحدى مدن ولاية نيومكسيكو في الولايات المتحدة الأمريكية.

## التركيبة السكانية
حدّد مكتب تعداد الولايات المتحدة بيانات التركيبة السكانية لرويدوسو في تعداد الولايات المتحدة. في ما يلي، التركيبة السكانية حسب تعدادي 2000 و2010.

### تعداد عام 2000
بلغ عدد سكان رويدوسو 7,698 نسمة بحسب تعداد عام 2000، وبلغ عدد الأسر 3,434 أسرة وعدد العائلات 2,231 عائلة مقيمة في القرية. في حين سجلت الكثافة السكانية 184.6 نسمة لكل كيلومتر مربع (478.1/ميل2). وبلغ عدد الوحدات السكنية 7,584 وحدة بمتوسط كثافة قدره 181.9 لكل كيلومتر مربع (471.1/ميل2).
وتوزع التركيب العرقي للقرية بنسبة 87.50% من البيض و0.29% من الأمريكيين الأفارقة و2.38% من الأمريكيين الأصليين و0.31% من الأمريكيين ذوي الأصول الآسيوية و0.03% من سكان جزر المحيط الهادئ و7.44% من الأعراق الأخرى و2.05% من عرقين مختلطين أو أكثر و18.21% من الهسبانيون أو اللاتينيون من أي عرق.
بلغ عدد الأسر 3,434 أسرة كانت نسبة 25.9% منها لديها أطفال تحت سن الثامنة عشر تعيش معهم، وبلغت نسبة الأزواج القاطنين مع بعضهم البعض 53.2% من أصل المجموع الكلي للأسر، ونسبة 8.8% من الأسر كان لديها معيلات من الإناث دون وجود شريك، بينما كانت نسبة 3% من الأسر لديها معيلون من الذكور دون وجود شريكة وكانت نسبة 35% من غير العائلات. تألفت نسبة 29.8% من أصل جميع الأسر من عدة أفراد يعيشون في نفس المنزل ونسبة 11.3% كانت تتألف من شخص يعيش بمفرده يبلغ من العمر 65 عاماً أو أكثر. وبلغ متوسط حجم الأسرة المعيشية 2.22، أما متوسط حجم العائلات فبلغ 2.72.
بلغ العمر الوسطي للسكان 46.2 عاماً. وكانت نسبة 20.5% من القاطنين تحت سن الثامنة عشر، وكانت نسبة 5.8% بين الثامنة عشر والرابعة والعشرين عاماً، ونسبة 21.9% كانت واقعةً في الفئة العمرية ما بين الخامسة والعشرين والرابعة والأربعين عاماً، ونسبة 30% كانت ما بين الخامسة والأربعين والرابعة والستين، ونسبة 20.7% كانت ضمن فئة الخامسة والستين عاماً فما فوق. يوجد لكل 100 أنثى 91.3 ذكر، ويوجد لكل 100 أنثى في الثامنة عشر من عمرها فما فوق 88.2 ذكر.
بلغ متوسط دخل الأسرة في القرية 37,107 دولارًا، أما متوسط دخل العائلة فبلغ 44,846 دولارًا. وكان متوسط دخل الذكور 30,452 دولارًا مقابل 21,974 دولارًا للإناث. وسجل دخل الفرد الخاص بالقرية 22,721 دولارًا. وكانت نسبة 9.5% من العائلات ونسبة 11.9% من السكان تحت خط الفقر، وكان من هؤلاء نسبة 24.5% تحت سن الثامنة عشر ونسبة 5.8% في الخامسة والستين من العمر وما فوق.

### تعداد عام 2010
بلغ عدد سكان رويدوسو 8,029 نسمة بحسب تعداد عام 2010، وبلغ عدد الأسر 3,784 أسرة وعدد العائلات 2,210 عائلة مقيمة في القرية. في حين سجلت الكثافة السكانية 192.6 نسمة لكل كيلومتر مربع (498.8/ميل2). وبلغ عدد الوحدات السكنية 8,428 وحدة بمتوسط كثافة قدره 202.2 لكل كيلومتر مربع (523.7/ميل2).
وتوزع التركيب العرقي للقرية بنسبة 85.91% من البيض و0.40% من الأمريكيين الأفارقة و3% من الأمريكيين الأصليين و0.57% من الأمريكيين ذوي الأصول الآسيوية و0.04% من سكان جزر المحيط الهادئ و7.70% من الأعراق الأخرى و2.38% من عرقين مختلطين أو أكثر و27.10% من الهسبانيون أو اللاتينيون من أي عرق.
بلغ عدد الأسر 3,784 أسرة كانت نسبة 21.7% منها لديها أطفال تحت سن الثامنة عشر تعيش معهم، وبلغت نسبة الأزواج القاطنين مع بعضهم البعض 44.3% من أصل المجموع الكلي للأسر، ونسبة 10.4% من الأسر كان لديها معيلات من الإناث دون وجود شريك، بينما كانت نسبة 3.8% من الأسر لديها معيلون من الذكور دون وجود شريكة وكانت نسبة 41.6% من غير العائلات. تألفت نسبة 34.4% من أصل جميع الأسر من عدة أفراد يعيشون في نفس المنزل ونسبة 14.9% كانت تتألف من شخص يعيش بمفرده يبلغ من العمر 65 عاماً أو أكثر. وبلغ متوسط حجم الأسرة المعيشية 2.12، أما متوسط حجم العائلات فبلغ 2.70.
بلغ العمر الوسطي للسكان 49.6 عاماً. وكانت نسبة 18.2% من القاطنين تحت سن الثامنة عشر، وكانت نسبة 6.5% بين الثامنة عشر والرابعة والعشرين عاماً، ونسبة 19.1% كانت واقعةً في الفئة العمرية ما بين الخامسة والعشرين والرابعة والأربعين عاماً، ونسبة 32.5% كانت ما بين الخامسة والأربعين والرابعة والستين، ونسبة 23.7% كانت ضمن فئة الخامسة والستين عاماً فما فوق. وتوزع التركيب الجنسي للسكان بنسبة 47.9% ذكور و52.1% إناث.

## المناخ
يظهر الجدول التالي التغييرات المناخية على مدار السنة لرويدوسو:
| البيانات المناخية لـرويدوسو       | البيانات المناخية لـرويدوسو | البيانات المناخية لـرويدوسو | البيانات المناخية لـرويدوسو | البيانات المناخية لـرويدوسو | البيانات المناخية لـرويدوسو | البيانات المناخية لـرويدوسو | البيانات المناخية لـرويدوسو | البيانات المناخية لـرويدوسو | البيانات المناخية لـرويدوسو | البيانات المناخية لـرويدوسو | البيانات المناخية لـرويدوسو | البيانات المناخية لـرويدوسو | البيانات المناخية لـرويدوسو |
| الشهر                             | يناير                       | فبراير                      | مارس                        | أبريل                       | مايو                        | يونيو                       | يوليو                       | أغسطس                       | سبتمبر                      | أكتوبر                      | نوفمبر                      | ديسمبر                      | المعدل السنوي               |
| --------------------------------- | --------------------------- | --------------------------- | --------------------------- | --------------------------- | --------------------------- | --------------------------- | --------------------------- | --------------------------- | --------------------------- | --------------------------- | --------------------------- | --------------------------- | --------------------------- |
| الدرجة القصوى °ف (°م)             | 71 (22)                     | 74 (23)                     | 78 (26)                     | 83 (28)                     | 92 (33)                     | 98 (37)                     | 95 (35)                     | 91 (33)                     | 88 (31)                     | 84 (29)                     | 75 (24)                     | 62 (17)                     | 98 (37)                     |
| متوسط درجة الحرارة الكبرى °ف (°م) | 49.4 (9.7)                  | 51.9 (11.1)                 | 58 (14)                     | 65.4 (18.6)                 | 73.9 (23.3)                 | 81.5 (27.5)                 | 80.8 (27.1)                 | 78.6 (25.9)                 | 74.8 (23.8)                 | 66.6 (19.2)                 | 56.5 (13.6)                 | 49.4 (9.7)                  | 65.6 (18.6)                 |
| متوسط درجة الحرارة الصغرى °ف (°م) | 20.1 (−6.6)                 | 22.6 (−5.2)                 | 26.0 (−3.3)                 | 31.8 (−0.1)                 | 38.9 (3.8)                  | 45.6 (7.6)                  | 50.1 (10.1)                 | 49.6 (9.8)                  | 43.3 (6.3)                  | 34.3 (1.3)                  | 25.7 (−3.5)                 | 20.5 (−6.4)                 | 34.0 (1.2)                  |
| أدنى درجة حرارة °ف (°م)           | −6 (−21)                    | −6 (−21)                    | 0 (−18)                     | 2 (−17)                     | 0 (−18)                     | 27 (−3)                     | 37 (3)                      | 35 (2)                      | 27 (−3)                     | 7 (−14)                     | 2 (−17)                     | −9 (−23)                    | −9 (−23)                    |
| الهطول إنش (مم)                   | 1.16 (29)                   | 1.14 (29)                   | 0.91 (23)                   | 0.79 (20)                   | 1.18 (30)                   | 1.87 (47)                   | 4.16 (106)                  | 4.50 (114)                  | 2.73 (69)                   | 1.73 (44)                   | 0.86 (22)                   | 1.66 (42)                   | 22.68 (576)                 |
| متوسط تساقط الثلوج إنش (سم)       | 7.9 (20)                    | 7.5 (19)                    | 4.2 (11)                    | 1.9 (4.8)                   | 0 (0)                       | 0 (0)                       | 0 (0)                       | 0 (0)                       | 0 (0)                       | 1.2 (3.0)                   | 3 (7.6)                     | 9.8 (25)                    | 35.4 (90)                   |
| المصدر: NOAA                      |                             |                             |                             |                             |                             |                             |                             |                             |                             |                             |                             |                             |                             |

## أعلام
- كودي ويلارد
- تريستان غيل